# Драйвайберн
Драйвайберн или Тши-Жо́ны (нем. Dreiweibern; в.-луж. Tři Žonyо файле) — деревня в Верхней Лужице, Германия. Входит в состав коммуны Лоза района Баутцен в земле Саксония. Подчиняется административному округу Дрезден.

## География
Находится на северном берегу Тшижонянского озера в южной части района Лужицких озёр восточнее города Хойерсверда и севернее административного центра коммуны Лоза. На севере деревни — обширный лесной массив. Административные границы деревни занимают площадь 48,08 км, в связи с чем плотность населения составляет менее одного жителя на квадратный километр.
Соседние населённые пункты: на юге, на другом берегу озера — административный центр коммуны Лоза и на северо-западе — деревня Белы-Холмц.

## История
Впервые упоминается в 1509 году под наименованием Dreyweibern.
С 1938 года входит в современную коммуну Лоза.
В настоящее время деревня входит в состав культурно-территориальной автономии «Лужицкая поселенческая область», на территории которой действуют законодательные акты земель Саксонии и Бранденбурга, содействующие сохранению лужицких языков и культуры лужичан.
Исторические немецкие наименования
- Dreyweibern, 1509
- Drey Weibern, 1525
- Dreyweibern, 1551
- Drey Weiber, 1768
- Dreiweibern, 1831

Наименование
Серболужицкое наименование «Tři Žony» означает в переводе «Три Жены (Три Женщины)».

## Население
Официальным языком в населённом пункте, помимо немецкого, является также верхнелужицкий язык.
Согласно статистическому сочинению «Dodawki k statisticy a etnografiji łužickich Serbow» Арношта Муки в 1884 году в деревне проживало 105 человек (из них — 105 серболужичан (100 %)).
| 1825 | 1871 | 1885 | 1905 | 1925 |
| ---- | ---- | ---- | ---- | ---- |
| 99   | 97   | 109  | 73   | 105  |